# Stuart (Wirginia)
Stuart – miasto w Stanach Zjednoczonych, w stanie Wirginia, siedziba administracyjna hrabstwa Patrick.